# Lista de porta-aviões
Esta é uma lista de porta-aviões das Marinhas de todo o mundo. Inclui os navios em operação, os obsoletados, bem como os projetados ou em construção. As datas anotadas são as datas do comissionamento da embarcação.
*"BU" é o acrónimo para broken up, i.e., o navio terá sido desmantelado.

## Número de porta-aviões por país
A tabela abaixo não inclui: submarino porta-aviões, tender de hidroaviões, porta-aviões de escolta, porta-aviões mercantes, porta-helicópteros ou navios de assalto anfíbios.
| País           | Em serviço | Na reserva | Descomissionado | Em construção | Nunca completados | Total |
| -------------- | ---------- | ---------- | --------------- | ------------- | ----------------- | ----- |
| Alemanha       | 0          | 0          | 0               | 0             | 7                 | 7     |
| Argentina      | 0          | 0          | 2               | 0             | 0                 | 2     |
| Brasil         | 0          | 0          | 2               | 0             | 0                 | 2     |
| Canadá         | 0          | 0          | 3               | 0             | 0                 | 3     |
| China          | 1          | 0          | 0               | 2             | 0                 | 3     |
| Espanha        | 1          | 0          | 3               | 0             | 1                 | 5     |
| Estados Unidos | 11         | 0          | 55              | 2             | 12                | 80    |
| França         | 1          | 0          | 7               | 0             | 7                 | 15    |
| Índia          | 1          | 0          | 2               | 1             | 0                 | 4     |
| Itália         | 2          | 0          | 0               | 1             | 2                 | 5     |
| Japão          | 0          | 0          | 4               | 0             | 4                 | 8     |
| Países Baixos  | 0          | 0          | 4               | 0             | 0                 | 4     |
| Reino Unido    | 2          | 0          | 40              | 0             | 12                | 54    |
| Rússia         | 1          | 0          | 1               | 1             | 2                 | 5     |

## Alemanha
| # | Nome                       | Comissionamento | Classe               | Ocorrências                                                                                           |
| - | -------------------------- | --------------- | -------------------- | --- |
|   | Porta-aviões Graf Zeppelin |                 | Classe Graf Zeppelin | Não foi completado. Afundado como alvo em agosto de 1947.                                             |
|   | Flugzeugträger B           |                 | Classe Graf Zeppelin | Não foi lançado ao mar. Possível mas não confirmado nome para o porta-aviões Peter Strasser. BU 1939. |

## Argentina
| #     | Nome                | Comissionamento | Classe          | Ocorrências |
| ----- | ------------------- | --------------- | --------------- | --- |
| (V-1) | Independencia       | 1959            | Classe Colossus | Anteriormente HMCS Warrior, inicialmente HMS Warrior, comprado em 1958, desactivado em 1970, BU                                                      |
| (V-2) | Veinticinco de Mayo | 1969            | Classe Colossus | Comprado em 1968, anteriormente HNLMS Karel Doorman, inicialmente HMS Venerable, desativado em 1997. Atracado em Alang (Índia), para BU Janeiro 1999 |

## Australia
O último porta-aviões da Austrália foi desativado em 1982. Os atuais Sydney e Melbourne são fragatas de mísseis guiados, e o atual Albatross é uma base naval terrestre perto de Nowra.
| #             | Nome           | Comissionamento | Classe          | Ocorrências |
| ------------- | -------------- | --------------- | --------------- | --- |
|               | HMAS Albatross | 1929            |                 | Construdo como seaplane tender. Negociado com a Royal Navy em 1938. |
|               | HMAS Sydney    | 1948            | Classe Majestic | BU 1975. |
| (R 71) (A-11) | HMAS Vengeance | 1929            | Classe Colossus | Serviu a Royal Navy. Foi emprestado a Royal Australian Navy em 13 de novembro de 1952. Retornou a Royal Navy em 12 de agosto de 1955. Vendido ao Brasil em dezembro de 1956. Rebatizado como NAeL Minas Gerais (A-11). |
| (R 31)        | HMAS Warrior   | 1946            | Classe Colossus | Emprestada a Royal Australian Navy, retornou para o Reino Unido em 1956 e vendido para a Argentina para ser renomeado ARA Independencia (V-1), em 1958. Desmontado na década de 1970.                                  |
| (R21)         | HMAS Melbourne | 1955            | Classe Majestic | Construído como HMS Majestic (R77). Foi o líder da classe. Transferido Royal Australian Navy para a em outubro de 1955. BU 1985.                                                                                       |

## Brasil
| #             | Nome               | Comissionamento | Classe            | Ocorrências |
| ------------- | ------------------ | --------------- | ----------------- | --- |
| (R 71) (A-11) | 'NAeL Minas Gerais | 1945            | Classe Colossus   | Como HMS Vengeance (R71) serviu a Royal Navy. Foi transferido para Royal Australian Navy (1952-1954). Em 1956 foi transferido para a Marinha do Brasil e renomeado Minas Gerais. "BU". Fora de operação desde 9 de outubro de 2001, destinação final: Foi transformado em sucata em no porto de Alang. |
| (R 99) (A-12) | NAe São Paulo      | 1963            | Classe Clemenceau | Esteve na Marinha francesa até 2001 como Foch (R 99). Serviu à Marinha Brasileira como (A-12) São Paulo. Foi afundado no mar brasileiro em 2023 após longa e polêmica tentativa e disputa internacional de venda como sucata para uma empresa turca.                                                   |

## Canadá
O último porta-aviões do Canadá foi retirado do serviço em 1970.
Os primeiros dois porta-aviões do Canadá foram, tecnicamente, navios da Marinha Real, ostentando o "HMS" (His Majesty's Ships , navios de Sua Majestade), e não "HMCS". O Reino Unido era tecnicamente o detentor dos navios, e o braço aéreo da Frota Real disponibilizavam os aviões e tripulações.As tripulações dos navios em sua maioria da Marinha do Canadá.
| #        | Nome             | Comissionamento | Classe          | Ocorrências                                                                                           |
| -------- | ---------------- | --------------- | --------------- | --- |
| (D77)    | HMS Nabob        | 1943            | Classe Borgue   | BU em Taiwan cerca de 1977.                                                                           |
| (D79)    | HMS Puncher      | 1944            | Classe Borgue   | BU em Taiwan década de 1970.                                                                          |
| (R31)    | HMCS Warrior     | 1946            | Classe Colossus | Serviu como ARA Independencia (V-1) na Marinha Argentina e como HMS Warrior na Marinha Real Britânica |
| (CVL 21) | HMCS Magnificent | 1946            | Classe Majestic | BU década de 1960                                                                                     |
| (CVL 22) | HMCS Bonaventure | 1957            | Classe Majestic | Desativado em 1970                                                                                    |

## China
| # | Nome     | Comissionamento | Classe           | Ocorrências |
| - | -------- | --------------- | ---------------- | ----------- |
|   | Liaoning | 2012            | Classe Kusnetsov |             |
|   | Shandong | 2017            | Tipo 04          |             |

## Espanha
| #     | Nome                     | Comissionamento | Classe              | Ocorrências |
| ----- | ------------------------ | --------------- | ------------------- | --- |
| (R11) | SNS Principe de Astúrias | 1988            |                     | Lançado em 1982, em operação. |
| (R01) | SNS Dedalo               | 1943            | Classe Independence | Inicialmente USS Cabot (CVL28) da Marinha dos Estados Unidos. Vendido para a Espanha em 30 de agosto de 1967 e retornado aos Estados Unidos em 1989, ficou em serviço da marinha americana até 10 de setembro de 1999 quando foi desmontado. |
|       | Dedalo (1901)            |                 |                     | O ex-mercador Britânico Neuenfels cargo ship convertido para um porta-aviões. Vendido à Espanha em 22 de Outubro de 1918. Afundado em 18 de Julho de 1937.                                                                                   |

## França
- FS Charles de Gaulle (1994) (navio nuclear)

Projetado:
- Versão modificada do desenho CVF britânico

Obsoletos:
- La Fayette (de janeiro de 1951 a março de 1963), anteriormente USS Langley da Marinha dos Estados Unidos
- Classe Foch
  - FS Foch (1959) vendido ao Brasil em 2001 e renomeado São Paulo
  - Clemenceau (1957) vendido para sucateamento em 2003,
- Arromanches (1943, inicialmente HMS Colossus, adquirido em 1946. BU 1978.
- Dixmude (1940)
- Classe Joffre
  - Joffre (-) (não completado)
  - Painleve (-) (não completado)
- Commandante Teste (1929) (transporte de aviação) - Afundado em Toulon 1942
- Béarn (1920) (iniciado como navio de guerra, convertido em 1923-27) - Desativado 1945.
- Rouen (1912) (mercador convertido para porta-aviões) capturado pelos alemães na década de 1940
- Nord (1898) (mercador convertido para porta-aviões) destino desconhecido.
- Pas-de-Calais (1898) (mercador convertido para porta-aviões) destino desconhecido.
- Compinas (1896) (mercador convertido para porta-aviões) destino desconhecido.
- Foudre (1895) (porta-aviões) stricken 1 de Dezembro de 1921

## Índia
Estão planejados um total de três porta-aviões.
- INS Viraat (1953) inicialmente HMS Hermes (R12), comprado a 19 de Abril de 1986. Para ser retirado em 2008
- INS Vikramaditya inicialmente Admiral Gorshkov

Em construção:
- Novo porta-aviões, sem nome, baseado no MM Cavour italiano, em Kochi SY, para entrada ao serviço em 2011

Obsoletos:
- INS Vikrant (1945) inicialmente HMS Hercules, comprado em Janeiro, retirado a 31 de Janeiro de 1997. Para ser preservado num museu em Mumbai.

## Itália
- Giuseppe Garibaldi (1983) fleet flagship
- Cavour (20 July 2004) anteriormente chamado Andrea Doria

Obsoletos:
- Vittorio Veneto (1967)
- Classe Andrea Doria
  - Andrea Doria (1963)
  - Caio Duilio (1962)
- Sparviero (1927) (Augustus convertido, não acabado como porta-aviões) Afundado em 5 de Outubro de 1944
- Aquila (1926) (Roma convertido) BU 1951-1952
- Giuseppe Miraglia (1923) (porta-aviões) destino desconhecido após 1943
- Europa (1895) (mercador convertido para porta-aviões) 1920

## Japão
| #      | Nome           | Comissionamento           | Classe                                  | Ocorrências |
| ------ | -------------- | ------------------------- | --------------------------------------- | --- |
| 若宮艦 | Wakamiya       | 1913                      |                                         | Construído pelo Reino Unido em 1900, serviu como navio mercante a Russia e depois ao Japão até 1913 quando foi comissionado na Marinha Imperial Japonesa. |
|        | Notoro         | 1920                      |                                         | Lançado como navio tanque, foi comissionado como porta-aviões em 1924. Em 1942, voltou a ser utilizado como navio tanque. BU 1947.                        |
| 鳳翔   | Hōshō          | 1922                      |                                         | BU 1947. |
| 加賀   | Kaga           | 1929                      |                                         | Afundado em junho de 1942 na batalha de Midway. |
| 赤城   | Akagi          | 1927                      |                                         | Destruído em junho de 1942 na batalha de Midway. BU 25 de setembro de 1942.                                                                               |
| 龍驤   | Ryūjō          | 1933                      |                                         | Afundado na Batalha das Ilhas do Salomão em 24 de agosto de 1942.                                                                                         |
| 龍鳳   | Ryūhō          | 1934                      |                                         | Seriamente danificado pela Força Tarefa 58, em 19 de março de 1945. Não foi recuperado.                                                                   |
| 震洋   | Shinyo         | 1927                      |                                         | Afundado pelo USS Spadefish (SS-411) em 17 de novembro de 1944.                                                                                           |
| 蒼龍   | Sōryū          | 1937                      | Classe Soryu, líder de classe           | Participou do ataque a Pearl Harbour. Afundado em junho de 1942 na batalha de Midway.                                                                     |
| 飛龍   | Hiryū          | 1939                      | Classe Soryu                            | Seriamente danificado em junho de 1942 na batalha de Midway. BU 25 de setembro de 1942.                                                                   |
| 祥鳳   | Shōhō          | 1935                      | Classe Zuihō                            | Naufragou após ataque em 7 de maio de 1942 |
| 瑞鳳   | Zuihō          | 1933                      | classe Zuihō, líder de classe           | Naufragou na batalha do Cabo Engaño em 25 de outubro de 1944.                                                                                             |
| 千歳   | Chitōse        | 1938, líder de sua classe |                                         | Afundado na batalha do Golfo de Leyte, em outubro de 1944.                                                                                                |
|        | Chidōya        | 1938                      |                                         | Naufragou na batalha do Cabo Engaño em 25 de outubro de 1944.                                                                                             |
|        | Kaiyo          | 1938                      |                                         | Construído como navio de passageiros. Atingido por um torpedo do submarino USS Golet em 15 de janeiro de 1944.                                            |
| 翔鶴   | Shōkaku        | 1941                      | classe Shōkaku, líder de classe         | Afundado pelo submarini USS Cavalla) em 19 de junho de 1944.                                                                                              |
| 瑞鶴   | Zuikaku        | 1941                      | classe Shōkaku                          | Naufragou na batalha do Cabo Engaño em 25 de outubro de 1944.                                                                                             |
| 飛鷹   | Hiyō           | 1942                      | classe Hiyō, líder de classe            | Afundado em junho de 1944, na batalha do Mar das Filipinas.                                                                                               |
| 隼鷹   | Jun'yō         | 1942                      | classe Hiyō                             | BU 1947. |
| 雲鷹   | Unyō           | 1942                      | classe Taiyō                            | Afundado pelo submarino USS Barb (SS-220) em 17 de setembro de 1944.                                                                                      |
| 冲鷹   | Ryūjō          | 1942                      | classe Taiyō                            | Afundado pelo submarino USS Sailfish (SS-192) em 4 de dezembro de 1943.                                                                                   |
| 大鷹   | Taiyō          | 1941                      | classe Taiyō, líder de classe           | Afundado pelo submarino USS Rasher (SS-269) em 18 de agosto de 1944.                                                                                      |
|        | Akitsu Maru    | 1941                      | classe Akitsu Mar, líder de classe      | Afundado em janeiro de 1944 pelo submarino USS Hake (SS-256).                                                                                             |
|        | Nigitsu Maru   | 1942                      | classe Akitsu Mar                       | Afundado em novembro de 1944 pelo submarino USS Queenfish (SS-393).                                                                                       |
| 祥鳳   | Shōhō          | 1941                      | classe Shōhō, líder de classe           | Naufragou em 7 de maio de 1942, na batalha do Mar de Coral.                                                                                               |
| 瑞鳳   | Zuihō          | 1941                      | classe Shōhō                            | Naufragou na batalha do Cabo Engaño em 25 de outubro de 1944.                                                                                             |
| 大鳳   | Taihō          | 1944                      |                                         | Afundado em junho de 1944, na batalha do Mar das Filipinas.                                                                                               |
| 天城   | Amagi          | 1944                      | classe Unryū                            | Afundado no ataque a base naval de Kure em 27 de julho de 1945.                                                                                           |
| 雲龍   | Unryū          | 1944                      | classe Unryū, líder de classe           | Torpedeado e afundado pelo submarino USS Redfish (SS-395) em 19 de dezembro de 1944.                                                                      |
|        | Katsuragi      | 1944                      | classe Unryū                            | BU 1947. |
|        | Kasagi         |                           | classe Unryū                            | Construção não concluída. |
|        | Aso            |                           | classe Unryū                            | Construção não concluída. |
|        | Ikoma          |                           | classe Unryū                            | Construção não concluída. |
| 信濃   | Shinano        | 1944                      | Classe Yamato                           | Afundado pelo submarino USS Archer-Fish (SS-311) em 29 de novembro de 1944.                                                                               |
|        | Shimane Maru   | 1944                      | classe Shimane Maru, líder de classe.   | Afundado em 24 de junho de 1945, perto da ilha Shikoku.                                                                                                   |
|        | Otakisan Maru  |                           | classe Shimane Maru                     | Construção não concluída. Foi atingido por uma mina perto de Kobe em 25 de agosto de 1945.                                                                |
|        | Yamashiro Maru | 1944                      | classe Yamashiro Maru, líder de classe. | Atacado em 17 de fevereiro de 1945 em Yokoshuka. |
|        | Chigusa Maru   |                           | classe Yamashiro Maru                   | Construção não concluída. |
|        | Kumano Maru    | 1945                      | classe Kumano Maru                      | Foi reconvertido a navio cargueiro após o término da guerra.                                                                                              |

## Países Baixos
| #     | Nome                | Comissionamento | Classe          | Ocorrências |
| ----- | ------------------- | --------------- | --------------- | --- |
| (R81) | HNLMS Karel Doorman | 1945            | Classe Colossus | Inicialmente HMS Venerable, comprado em 1948; vendido à Argentina em 1968 e renomeado para ARA Veinticinco de Mayo |

## Reino Unido
Ativos
- Classe Queen Elizabeth (grande, com aeronaves CTOL/STOVL) de 65 000 toneladas
  - HMS Queen Elizabeth (2014)
  - HMS Prince of Wales (2016)

descomissionados
- HMS Argus (1916)
- HMS Furious (1916)
- Classe Glorious
  - HMS Glorious (1916)
  - HMS Courageous (1916)
- HMS Vindictive (1918)
- HMS Eagle (1918)
- HMS Hermes (1923)
- HMS Ark Royal (1938)
- HMS Unicorn
- Classe Illustrious
  - HMS Illustrious (1939)
  - HMS Formidable (1939)
  - HMS Victorious (1939)
- HMS Indomitable) (1940)
- Classe Implacable
  - HMS Implacable (1942)
  - HMS Indefatigable (1942)
- Classe Colossus
  - HMS Colossus (1943), vendido para França em 1946 e renomeado Arromanches (R 95)
  - HMS Glory (1943)
  - HMS Ocean
  - HMS Theseus (1944)
  - HMS Triumph (1944)
  - HMS Venerable, vendido para Holanda em 1948 e renomeado HNLMS Karel Doorman (R81), e para Argentina e renomeado ARA Veinticinco de Mayo (V-2)
  - HMS Vengeance (1944), vendido ao Brasil em 1956 e renomeado NAeL Minas Gerais (A-11)
  - Warrior (1944), emprestado ao Canada, vendido a Argentina e renomeado ARA Independencia (V-1)
  - Perseus (1944)
  - Pioneer (1944)
- Classe Majestic
  - HMS Majestic (1945), vendido para Australia em 1955 e renomeado HMAS Melbourne
  - HMS Hercules (1945), vendido para a Índia em 1957 e renomeado INS Vikrant
  - Leviathan (1945), não foi concluido.
  - HMCS Magnificent
  - HMS Powerful (1945), vendido ao Canada em 1952 e renomeado HMCS Bonaventure
  - HMS Terrible (1944), vendido a Austrália em 1948 e renomeado HMAS Sydney
- Classe Centaur
  - HMS Centaur (1947)
  - HMS Albion (1947)
  - HMS Bulwark (1948)
  - HMS Hermes (1953), vendido para aÍndia e renomeado INS Viraat
- Classe Audacious
  - HMS Eagle (1946)
  - HMS Ark Royal (1950)
- Classe Invincible
  - HMS Invincible (1977)
- Invincible class
  - Illustrious (1981)
  - Ark Royal (1981)

## Rússia
- Classe Admiral Kuznetsov
  - Admiral Flota Sovetskogo Soyuza Kuznetsov (1985) (inicialmente Tbilisi) ( Em fase de Reequipamento, fora de operação. )

Obsoletos (URSS):
- Ulyanovsk (interrompido) BU 1992.
- Classe Admiral Kuznetsov
  - Varyag (1988) (inicialmente Riga) mantido pela Ucrânia e vendido à China para estudos e transferido em 2002.
- Kiev
  - Kiev (1972) BU 2000 Índia
  - Minsk (1975) Vendido à China 1998 para uso como casino
  - Novorossiysk (1978) BU 1997 Coreia do Sul
  - Admiral Gorshkov (1982) inicialmente Baku, renomeado a 4 de Outubro de 1990. Vendido à Índia.
- Classe Moskva
  - Moskva
  - Leningrad
- Graf Zeppelin (1938) (ex-alemão) Capturado pela Rússia em Agosto de 1947, mas não usado como porta-aviões